# Medaille für besondere Verdienste um Bayern in einem Vereinten Europa
Die Medaille für besondere Verdienste um den Freistaat Bayern in Europa und der Welt (Europamedaille) wird seit 1990 regelmäßig vom Bayerischen Staatsminister für Bundes- und Europaangelegenheiten in der Bayerischen Staatskanzlei verliehen. Von 1990 bis 2021 haben insgesamt 326 Personen die Auszeichnung erhalten.
Die Europamedaille hat einen Durchmesser von 50 mm und besteht aus vergoldetem Feinsilber. Auf der Vorderseite trägt sie das Bayerische Staatswappen mit der Umschrift „Bayerische Staatskanzlei“, auf der Rückseite die Inschrift „Für besondere Verdienste um den Freistaat Bayern in Europa und der Welt“. Die Medaille wird zusammen mit einer Anstecknadel in vergoldetem Feinsilber verliehen. Diese hat einen Durchmesser von 14 mm, sie zeigt das große Bayerische Staatswappen und die Umschrift „Europamedaille der Bayerischen Staatskanzlei“. Über die Verleihung wird außerdem eine Urkunde ausgestellt.
In der Regel sollen nicht mehr als acht Personen pro Jahr geehrt werden. Die Europamedaille ist kein Orden oder Ehrenzeichen im Sinne des Art. 118 Abs. 5 der Verfassung des Freistaates Bayern und ist nicht zum Tragen in der Öffentlichkeit bestimmt.

## Verleihungen (Auswahl)
(alle Angaben zu Beruf, Funktionen usw. entsprechen dem Stand bei Verleihung)

### 2024
- Dieter Mäckl, deutscher Gymnasiallehrer und Heimatforscher

Verleihung am 1. August 2024 in Temeswar durch Bayerns Europaminister Eric Beißwenger:
- Ovidiu Ganț, rumäniendeutscher Politiker des Demokratischen Forums der Deutschen in Rumänien (DFDR)[2]

### 2023
Folgende sieben Personen wurden am 8. Mai 2023 von Bayerns Europaministerin Melanie Huml mit der Medaille für besondere Verdienste um den Freistaat Bayern in Europa und der Welt ausgezeichnet ausgezeichnet.
- Pierre-Alain Cotte, Unternehmer, Amberg
- Giovane Élber de Souza, Unternehmer und ehem. Fußballspieler, München
- Annahita Esmailzadeh, Microsoft-Managerin, Hohenkammer
- Rudolf Fellner, Unternehmensberater, Passau
- Monika Gruber, Kabarettistin, Erding
- Cornelia Halder, ehem. Geschäftsführerin des Deutschen Down-Syndrom-Info-Centers e. V., sowie ehem. Präsidentin der „European Down Syndrome Association“ (EDSA), Lauf a.d.Pegnitz
- Sara Schmerz, Vorstandsmitglied WIZO, München

### 2022
Folgende Personen wurden am Mittwoch, den 18. Mai 2022 von Bayerns Europaministerin Melanie Huml mit der Europamedaille ausgezeichnet.
- Walter Brinkmann, Präsidiumsmitglied der Europa-Union Deutschland e. V., München
- Pia Dobberstein, Leiterin der Rumänienhilfe im Dekanatsbezirk Wassertrüdingen, Schopfloch[6]
- Prof. Dr. Dr. h.c. mult. Wolfgang A. Herrmann, Ehem. Präsident der Technischen Universität München (TUM), Freising
- Prof. Anne-Sophie Mutter, Stargeigerin, München
- Ramazan Salman, Experte für Migration und Gesundheit, Gründer des Bayerischen Zentrums für Transkulturelle Medizin, Hannover
- Saskia Schmidt, Gründerin und Vorstandsvorsitzende des Vereins ONE DAY e. V., Aschaffenburg
- Prof. Dr. Monika Schnitzer, Wirtschaftswissenschaftlerin und Hochschullehrerin, Inhaberin des Lehrstuhls für Komparative Wirtschaftsforschung an der Ludwig-Maximilians-Universität München, München
- Frits Zeeuw, Ehem. Präsident des Rotary Clubs Neustadt an der Aisch, Emskirchen

### 2021
Folgende Personen wurden am Montag, den 26. Juli 2021 von Bayerns Europaministerin Melanie Huml mit der Europamedaille ausgezeichnet.
- Prof. Dr. Petra Bendel, Politikwissenschaftlerin an der Friedrich-Alexander-Universität, Erlangen-Nürnberg (FAU)
- Johann Eitzenberger, Vorsitzender des Landesfeuerwehrverbandes Bayern e. V.
- Ingeborg Iberl, Vorsitzende des Vereins Gambiahilfe Kaytola e. V.
- Prof. Dieter Kempf, Ehem. Präsident des Bundesverbandes der Deutschen Industrie e. V.
- Andrea Wirsching, Geschäftsführerin des Weinguts Hans Wirsching
- Heidi Wolf, Journalistin in der bayerisch-tschechischen Grenzregion

Bayerns Staatsminister für Bundesangelegenheiten und Medien, Dr. Florian Herrmann, hatte am 2. Juni 2021 die Europamedaille verliehen an:
- Christopher R. Norrie, Kommandeur der 7th Army Training Command in Grafenwöhr[8]

### 2019
- Wolfgang Friedrich Ischinger, Jurist und Diplomat[9]
- Laura Dahlmeier, Biathlon-Weltmeisterin[10]
- Carl Beierkuhnlein, Geoökologe, Lehrstuhlinhaber für Biogeographie und Leiter des Master-Studiengangs „Global Change Ecology“ an der Universität Bayreuth
- Eberhard Biesinger, HNO-Arzt
- Jakob Prechtl, Unternehmer, Entwicklung eines mobilen Operationsmikroskops für den Einsatz in Entwicklungsländern
- Eugénia Viana da Conceição-Heldt, Politologin, Reformrektorin der Hochschule für Politik München und Gründungsdekanin der TUM School of Governance an der TU München
- Veronica Ferres, Schauspielerin
- Ludwig Meier, Ministerialbeauftragter a. D., Initiator der Sprachinitiative Tschechisch an den Realschulen der Oberpfalz
- Emilia Müller, Staatsministerin a. D.
- Anthony Rowley, Sprachwissenschaftler, Leiter der Kommission für Mundartforschung an der Bayerischen Akademie der Wissenschaften
- Rémy Simon, ehem. stv. Bürgermeister von Courseulles-sur-Mer
- Winfried Streblow, Vorsitzender des Goldbacher Partnerschaftskomitees,  Ko-Initiatoren der Städtepartnerschaft zwischen Goldbach und Courseulles-sur-Mer/Normandie
- Tanja Wagensohn, Politologin, Gründungsdirektorin des Bayerischen Hochschulzentrums für Mittel-, Ost- und Südosteuropa BAYHOST
- Rosemarie Weber, Rechtsanwältin, Vorsitzende des Vereins Festspiele Europäische Wochen Passau
- Elisabeth Wicki-Endriss, Schauspielerin, Gründerin des „Bernhard-Wicki-Gedächtnisfonds e. V.“

### 2017
- Ingeborg Berggreen-Merkel, Ministerialdirektorin a. D.
- Susanne Breit-Keßler, Regionalbischöfin, Oberkirchenrätin im Kirchenkreis München und Ständige Vertreterin des Landesbischofs der Evang.-Luth. Kirche in Bayern
- Dirk Ippen, Verleger
- Carola Jungwirth, Präsidentin der Universität Passau
- Marlies Kirchner, Betreiberin des Theatiner Filmtheaters in München
- Rolf-Dieter Krause, Fernsehjournalist, ehem. Leiter des ARD-Studios Brüssel
- Leslie Mandoki, Musiker und Musikproduzent
- Armin Schmidtke, Seniorprofessor der Psychiatrischen Klinik der Universität Würzburg und ehem. Vorsitzender des Nationalen Suizidpräventionsprogramms für Deutschland
- Jutta Speidel, Schauspielerin, Gründerin und erste Vorsitzende des Vereins „HORIZONT e. V.“
- Karl Steininger, Landeshauptmann des Bundes der Bayerischen Gebirgsschützen-Kompanien
- Edmund Stoiber, Bayerischer Ministerpräsident a. D.

### 2016
- Gabrijela Dreo Rodošek, Inhaberin des Lehrstuhls „Kommunikationssysteme und Netzsicherheit“ an der Universität der Bundeswehr München
- Joschka Fischer, Bundesaußenminister a. D.
- Nikolaus Hipp, Unternehmer, Honorarkonsul von Georgien
- Diana Iljine, Geschäftsführerin der Internationale Münchner Filmwochen GmbH, Direktorin des Filmfestes München und des Internationalen Festivals der Filmhochschulen
- Julian Nida-Rümelin, Staatsminister a. D., Inhaber des Lehrstuhls für Philosophie und politische Theorie an der Ludwig-Maximilians-Universität München
- Rachel Salamander, Literaturwissenschaftlerin, Geschäftsführerin der „Literaturhandlung“
- Birgit Schmitz-Lenders, Leiterin der Europäischen Akademie Bayern
- Gerd Sonnleitner, ehem. Präsident des Europäischen, Deutschen und Bayerischen Bauernverbandes
- Horst Teltschik, Politologe und ehem. Leiter der Münchner Konferenz für Sicherheitspolitik
- Katharina Wagner, Opernregisseurin, Leiterin der Bayreuther Festspiele
- Jens Weidmann, Präsident der Deutschen Bundesbank

### 2015
- Stephanie Czerny, Geschäftsführerin der DLD Media GmbH
- Kai Frobel, Leiter und Initiator des Projektes „Grünes Band“
- Nora-Eugenie Gomringer, Direktorin der „Villa Concordia“ in Bamberg
- Maria Höfl-Riesch, ehem. bayerische Skirennläuferin, Olympia- und Weltcupsiegerin, Skiweltmeisterin
- Michaela Kezele, Filmregisseurin und Drehbuchautorin
- Max Mannheimer, Vorsitzender der Lagergemeinschaft Dachau
- Günther Oettinger, Mitglied der Europäischen Kommission mit Zuständigkeit für die Digitale Wirtschaft und Gesellschaft
- Christian Springer, Kabarettist und Gründer des Vereins „Orienthelfer“
- Juliane Staltmaier, Gründerin des Vereins „Projekt Anna – Kinderhilfe Kaliningrad e. V.“
- Otto Waldrich, Unternehmer, Gründer des „Europäischen Museums für Modernes Glas“ in Rödental
- Maria Freifrau von Welser, Publizistin und TV-Journalistin, Zweite Vorsitzende Deutscher Akademikerinnenbund e. V.

### 2014
- Roger Arcambal, ehemaliger Vorsitzender des Komitees für die Partnerschaft Chamalières – Geretsried
- Peter Baumgardt, Intendant und Geschäftsführer der Europäischen Wochen Passau
- Senta Berger, Schauspielerin und Filmproduzentin
- Friedrich Bernhofer, Präsident des Oberösterreichischen Landtags a. D.
- Joseph Daul, Vorsitzender der Fraktion der Europäischen Volkspartei (EVP) im Europäischen Parlament
- Marita Eisenmann-Klein, Professorin, Fachärztin für plastische und ästhetische Chirurgie
- Claudia Küng, Geschäftsführerin der WISO S.E. Consulting GmbH
- Elyas M’Barek, Schauspieler
- Gerhard Memminger, Ministerialdirigent a. D., ehemaliger Leiter der Europa-Abteilung in der Bayerischen Staatskanzlei
- Rosi Mittermaier-Neureuther, Ehemalige bayerische Skirennläuferin, Olympia-, Weltcup- und Gesamtweltcupsiegerin
- Christiane Raabe, Direktorin der Internationalen Jugendbibliothek München
- Rudolf Schwarz, Professor, Vorsitzender der Geschäftsführung IABGmbH
- Regine Sixt, Vorsitzende des Vorstands der Regine Sixt Kinderhilfe Stiftung, Leiterin internationales Marketing der Sixt AG
- Lisa Unger-Fischer, Geschäftsführerin des Europaeum an der Universität Regensburg
- Jürgen Vocke, Professor, Präsident des Bayerischen Jagdverbandes e. V.

### 2013
- Henning Arp, Leiter der Regionalvertretung der Europäischen Kommission in München
- Heinz Badewitz, Leiter der Internationalen Hofer Filmtage
- Angelika Galata, Erste Vorsitzende des Vereins Die Freunde von Dinard e. V.
- Maria Gazzetti, Geschäftsführerin des Lyrik Kabinett München
- Anja Harteros, Bayerische Kammersängerin
- Gerda Haugg, Erste Vorsitzende des Partnerschaftsvereins Ichenhausen
- Konrad Kobler, Mitglied des Bayerischen Landtags, Bezirksvorsitzender der Europa-Union Niederbayern
- Silke Mader, Geschäftsführende Vorstandsvorsitzende der European Foundation for the Care of Newborn Infants (EFCNI)
- Jean-Claude Mahé, ehem. Vorsitzender der Amis de Starnberg, Partnerschaftsreferent von Dinard
- Henri Ménudier, französischer Politikwissenschaftler und Deutschlandexperte
- Harald Sachers, ehemaliges Mitglied des Stadtrats von Geretsried, Pflege der Städtepartnerschaften
- Christiane Schlötzer, Auslandskorrespondentin für Griechenland und die Türkei bei der Süddeutschen Zeitung
- Gabriel Silagi, Historiker
- Walter de Silva, Leiter Konzern Design der Volkswagen AG
- Richard Sparrer, Oberstudiendirektor a. D. Werner-von-Siemens-Gymnasium Regensburg
- Innegrit Volkhardt, Geschäftsführende Komplementärin Hotel Bayerischer Hof

### 2012
- Roland Berger, Unternehmer, Unternehmens- und Politikberater, Honorargeneralkonsul von Finnland[11]
- Jonas Kaufmann, Opern- und Konzertsänger
- Juliane Köhler, Schauspielerin
- Chantal Meslin-Perrier, Generaldirektorin des Nationalmuseums für Porzellan Musée de Porcelaine - Adrien Dubouché
- Josef Rauch, Rektor der Trautwein-Grund- und Mittelschule Moosbach
- Jaroslava Seidlmayer, Ehrenamtliches Engagement für die Völkerverständigung zwischen der Tschechischen Republik und dem Freistaat Bayern
- Constanze Stelzenmüller, Politikwissenschaftlerin und Publizistin, ehrenamtliche Vorsitzende von Women in International Security Deutschland e. V.
- Pierre Wolff, Präsident der Montgelas-Gesellschaft e. V.
- Max Wratschgo, Ehrenpräsident der Europäischen Föderalistischen Bewegung Österreich
- Johann Zelzner, Altbürgermeister von Regenstauf

### 2011
- Anton Freiherrn von Cetto, Stv. Landesvorsitzender der Europa-Union Bayern e. V.
- Elizabeth Corley, CEO Allianz Global Investors Europe
- Klaus Engel, Direktor der Evangelischen Realschule Ortenburg
- Bernd B. Fabritius, Bundesvorsitzender des Verbands der Siebenbürger Sachsen in Deutschland e. V.
- Jean-Claude Juncker, Premierminister des Großherzogtums Luxemburg und Präsident der Europäischen Kommission
- Stephan Keicher, Redakteur beim Bayerischen Rundfunk
- Ewa Klamt, Mitglied des Deutschen Bundestages
- Walter Kolbow, Präsident der Deutsch-Makedonischen Gesellschaft
- Norbert Kugel, Gründungspräsident der Association National Le Saillant de St Mihiel
- Ruth Lapide, Theologin
- András Masát, Rektor der Andrássy Universität, Budapest
- Kent Nagano,[12] Generalmusikdirektor der Bayerischen Staatsoper
- Adelheid Puttler, Dekanin der Juristischen Fakultät der Ruhr-Universität Bochum
- Mireille Schmich-Faurie, Musiklehrerin
- Steffen Strobel, Informatikstudent der Technischen Universität München

### 2010
- Angelika Demmerschmidt, Rundfunkmoderatorin Antenne Bayern
- Bernd Eichinger, Filmproduzent
- Hans-Jürgen Göbel, Kreisvorsitzender der Europa-Union Bad Tölz-Wolfratshausen
- Hannemor Keidel M. A., Vorstandsvorsitzende des Bayerisch-Französischen Hochschulzentrums
- Sadija Klepo, Journalistin und Geschäftsführerin des Vereins "Hilfe von Mensch zu Mensch e. V."
- Franz Olbert, Ackermann-Gemeinde, Verwaltungsrat des Deutsch-Tschechischen Zukunftsfonds
- Thomas Urban, Osteuropa-Korrespondent der Süddeutschen Zeitung
- Klaus Werner, Rechtsanwalt, Honorarkonsul des Königreichs Schweden in München
- Simon Wittmann, Landrat des Landkreises Neustadt a. d. Waldnaab

### 2009
- Franz-Hermann Brüner, Generaldirektor des Europäischen Amtes für Betrugsbekämpfung OLAF
- Josef Clemens, Kurienbischof, Sekretär des Päpstlichen Laienrates
- Hannah Herzsprung, Schauspielerin
- Charlotte Knobloch, Präsidentin des Zentralrates der Juden in Deutschland
- Gottfried Langenstein, Präsident von ARTE, Direktor der Europäischen Satellitenprogramme beim ZDF
- Johannes Pausch, Gründer und emeritierter Prior des Benediktinerklosters Gut Aich, St. Gilgen
- Helga Schmid, Leiterin des Politischen Stabes des Hohen Repräsentanten für die Gemeinsame Außen- und Sicherheitspolitik, Javier Solana, im EU-Ratssekretariat
- Tilmann Schöberl, Moderator
- Katja Sträßer, Wissenschaftlerin am Genzentrum dem Ludwig-Maximilians-Universität München
- Cyril Svoboda, tschechischer Minister
- Katrin Wendland, Wissenschaftlerin am Lehrstuhl für Analysis und Geometrie, Institut für Mathematik der Universität Augsburg

### 2008
- Jürgen Brand, Kreisvorsitzender der Europa-Union Nürnberg, Nürnberg
- Bertram Brossardt, Vizepräsident und Hauptgeschäftsführer der Vereinigung der Bayerischen Wirtschaft e. V., München
- Diana Damrau, Sopranistin, Bayerische Kammersängerin, München
- Pater Dietger Demuth CSsR, Hauptgeschäftsführer von Renovabis, Freising
- Detlef Drewes, Journalist (Ressortleiter Politik/Wirtschaft der Augsburger Allgemeinen, sowie Europa-Büro Brüssel für einen Pool deutscher Tageszeitungen), Etterbeek - Belgien
- Roland Fleck, Stadtrat und Wirtschaftsreferent der Stadt Nürnberg, Nürnberg
- Horst Göbbel, Vorstand Haus der Heimat e. V. Nürnberg, Nürnberg
- Sigmund Gottlieb, Chefredakteur Fernsehen des Bayerischen Rundfunks, München
- Wolfgang Hoderlein, MdL; Stadtsteinach
- Herbert Kahnert, Mitglied des Landesvorstands der Europa-Union Bayern, Emmerting
- Paul-Jochen Kubosch, Leiter des Informationsbüros München des Europäischen Parlaments, München
- Anne Lallemand, Leiterin des Limoges- und Limousin-Hauses in Fürth, Fürth
- Caroline Link, Regisseurin, Oscar-Preisträgerin, München
- Erika von Mutius, Wissenschaftlerin (Kinderärztin und Epidemiologin an der Dr. von Haunerschen Kinderklinik der LMU), München
- Angelika Niebler, MdEP, Ebersberg
- Erwin Pröll, Landeshauptmann von Niederösterreich, St. Pölten – Österreich
- Thomas Reiter, Astronaut, Vorstand des DLR, Köln
- Anja Weisgerber, MdEP, Schweinfurt
- Franz Xaver Werkstetter, Kreisvorsitzender der Europa-Union Berchtesgadener Land, Freilassing
- Alf Zimmer, Rektor der Universität Regensburg, Regensburg

### 2007
- Edeltraud Böhm-Amtmann, Ministerialdirigentin a. D., München
- Angelika Diekmann, Verlegerin (Verlagsgruppe Passau), Passau
- Michl Ebner, MdEP, Verleger, Brüssel
- Ján Figeľ, EU-Kommissar für Bildung, Kultur und Jugend, Brüssel
- Regina Fischer, Vorsitzende des Fördervereins Europäische Kontakte Sinzing e. V., Sinzing
- Alois Glück, MdL, Präsident des Bayerischen Landtags, München
- Ivan Liška, Direktor des Bayerischen Staatsballetts, München
- Heribert Mohr, Oberstudiendirektor a. D., Bruck
- Zvonko Plećaš, Generalkonsul a. D. der Republik Kroatien, Zagreb
- Alain Pompidou,  Präsident des Europäischen Patentamts, München
- Elisabeth Schosser, Mitglied des Stadtrats der Landeshauptstadt München, München
- Peter Schwaiger, Stellvertretender Kabinettchef bei der EU-Kommissarin Benita Ferrero-Waldner, Brüssel
- Rudolf Strohmeier, Kabinettchef bei der EU-Kommissarin Viviane Reding, Brüssel
- Ernst-Ludwig Winnacker, Generalsekretär des Europäischen Forschungsrates (EFR), München

### 2006
- Klemens Fischer, Gesandter bei der Ständigen Vertretung Österreichs bei der EU, Brüssel
- Hajo Friedrich, Journalist und Korrespondent der Frankfurter Allgemeinen Zeitung in Brüssel, Brüssel
- Günter Gloser, Staatsminister und MdB, Staatsminister für Europa und Beauftragter für die deutsch-französischen Beziehungen im Auswärtigen Amt, Berlin
- Marian Baron von Gravenreuth, Land- und Forstwirt, 1. Vorsitzender des Bayerischen Waldbesitzerverbandes e. V., Affing
- Regina Hellwig-Schmid, KunstKnoten Regensburg e. V., Projektbüro donumenta Regensburg e. V., Regensburg
- Ursula Männle, MdL und Staatsministerin a. D., Vorsitzende des Ausschusses für Bundes- und Europaangelegenheiten, Tutzing
- Gerhard Stahl, Generalsekretär des Ausschusses der Regionen, Brüssel
- Rainer Taubert, Rechtsanwalt, Bezirksvorsitzender und Mitglied des Landesvorstands der Europa-Union, Lichtenfels
- Konrad Weckerle, Hochschullehrer an der Technischen Universität München, ehem. Vorstandsvorsitzender der Rhein-Main-Donau AG und Bayernwerk Wasserkraft AG, Landshut
- Hedda von Wedel, Mitglied des Europäischen Rechnungshofs, Luxemburg

### 2005
- Franz Fischler, österreichischer Landwirtschafts- und Europapolitiker, Mitglied der Europäischen Kommission (1995–2004)
- Michael Glos, MdB, Bundesminister für Wirtschaft und Technologie (2005–2009)
- Stavros Kostantinidis, Rechtsanwalt, Pressesprecher der Europa-Union Bayern, Vorstand des Wirtschaftsattaché-Clubs Bayern, Vizepräsident der Griechischen Akademie e. V. in München
- Helmut Lang, Oberstudiendirektor, Leiter der Staatlichen Berufsoberschule Nürnberg
- Bernd Posselt, MdEP, Bundesvorsitzender der Sudetendeutschen Landsmannschaft
- Josef Pühringer, Landeshauptmann von Oberösterreich
- Volker Schimpff, Historiker, deutscher Rechts- und Europapolitiker
- Maria Christina von Sachsen, Vorstand der Europäischen Wochen Passau

### 2004
- Wilfried Anton, Präsident des Bayerischen Musikrates e. V., Geschäftsführer der Hofer Symphoniker, München
- Franz Hölzl, Bezirksvorsitzender der Europa-Union Oberbayern, Germering
- Klaus Hofbauer, Bundestagsabgeordneter, Cham
- Franz Xaver Mayer, Mitglied des Europäischen Parlaments, Pilsting
- Gisela Müller-Brandeck-Bocquet, Institut für Politische Wissenschaft-Philosophische Fakultät der Bayerischen Julius-Maximilians-Universität Würzburg, Würzburg
- Barbara Stamm, 1. Vizepräsidentin des Bayerischen Landtags, Würzburg
- Gisela Stuart, MP Parlamentsmitglied, Mitglied des Außenpolitikausschusses, London (England)
- Cornelia Bolesch, Brüssel-Korrespondentin der Süddeutschen Zeitung, Brüssel
- Robert Savy, Präsident der Region Limousin, Limoges (Frankreich)
- Der Tschechische Senatspräsident Petr Pithart lehnte die ihm angetragene Ehrung ab.

### Frühere Ehrungen
- Martin Purtscher, Landeshauptmann des österreichischen Bundeslands Vorarlberg (1997)
- Irmtraud Richardson, Europa-Korrespondentin des Bayerischen Rundfunks in Brüssel (1993)
- Nikolaus Fiebiger, emeritierter Inhaber des Lehrstuhls für Experimentalphysik, langjähriger Rektor und Präsident der Universität Erlangen-Nürnberg (1991)
- Otto von Habsburg, Publizist, MdEP, Präsident der Internationalen Paneuropa-Union (1990)
- Theodor Berchem, ehem. Präsident der Julius-Maximilians-Universität Würzburg
- Heinz Köhler
- Heinrich Oberreuter, Politikwissenschaftler, Professor an der Universität Passau, Direktor der Akademie für Politische Bildung in Tutzing